# Boreoperlidium
Boreoperlidium – wymarły rodzaj owadów z rzędu widelnice i rodziny Eustheniidae, obejmujący tylko jeden znany gatunek: Boreoperlidium borealis.
Rodzaj i gatunek typowy opisane zostały w 2013 roku przez Ninę Siniczenkową. Opisu dokonano na podstawie dwóch skamieniałości przednich skrzydeł pochodzących z piętra siewierodwinu w permie, odnalezionej w pobliżu wsi Isady na terenie rosyjskiego obwodu wołogodzkiego.
Owad ten miał przednie skrzydło długości około 20 mm. Żyłka subkostalna łączyła się z radialną przed żyłką poprzeczną r–rs. Sektor radialny miał trzy odgałęzienia pomiędzy którymi nie było żyłek poprzecznych. Poprzecznych żyłek brakowało również między przednim odgałęzieniem owego sektora a żyłką radialną oraz pomiędzy tylnym jego odgałęzieniem a przednią żyłką medialną. Pole medialne miało siedem żyłek poprzecznych, pole kostalne co najmniej dwie, a pole kubitalne co najmniej cztery. Trzy odnogi przedniej żyłki kubitalnej osiągały krawędź skrzydła. Rozwidlenie żyłki medialnej następowało dalej niż pierwsze rozwidlenie przedniej kubitalnej.